# Eurosong 2022
La quindicesima edizione di Eurosong si è svolta il 4 febbraio 2022, in una puntata speciale del talk show The Late Late Show, e ha selezionato il rappresentante dell'Irlanda all'Eurovision Song Contest 2022 a Torino.
La vincitrice è stata Brooke con That's Rich.

## Organizzazione
Il 6 settembre 2021 l'emittente Raidió Teilifís Éireann (RTÉ) ha confermato la partecipazione dell'Irlanda all'Eurovision Song Contest 2022. La ricerca del rappresentante nazionale è iniziata dieci giorni dopo: fino al successivo 22 ottobre, gli artisti interessati hanno avuto la possibilità di inviare le loro proposte all'emittente, che una giuria composti da professionisti del settore e fan dell'Eurovision ha poi valutato. Per la prima volta dal 2015, RTÉ ha optato per una selezione pubblica del rappresentante nazionale, portando al ritorno di Eurosong, show televisivo utilizzato dal 1987 al 2001 e dal 2006 al 2015 per questo scopo, questa volta proposto come episodio speciale del Late Late Show.

## Partecipanti
RTÉ ha selezionato i 6 partecipanti fra le 320 proposte ricevute, annunciati ciclicamente durante il Ryan Tubridy Show su RTÉ Radio 1 dal 17 fino al 21 gennaio 2022.
| Artista            | Titolo                           | Lingua  | Compositori                                                   |
| ------------------ | -------------------------------- | ------- | ------------------------------------------------------------- |
| Brendan Murray     | Real Love                        | Inglese | Brendan Murray, Darrell Coyle                                 |
| Brooke             | That's Rich                      | Inglese | Brooke Scullion, Izzy Warner, Karl Zine                       |
| Janet Grogan       | Ashes of Yesterday               | Inglese | Aidan O'Connor, John Emil, Sandra Wikström                    |
| Miles Graham       | Yeah, We're Gonna Get Out of It  | Inglese | Miles Graham Miley, Justin Broad, Paul Herman                 |
| Patrick O'Sullivan | One Night, One Kiss, One Promise | Inglese | Nicky Byrne, Danny O'Reilly, Lar Kaye                         |
| Rachel Goode       | I'm Loving Me                    | Inglese | Joakim Övrenius, Thomas Karlsson, Johan Mauritzson, Anna Engh |

## Finale
La finale si è tenuta il 4 febbraio 2022 presso lo Studio 4 dei centri televisivi RTÉ di Dublino, durante il Late Late Show: Eurovision Special.
| # | Artista            | Titolo                           | Giuria    | Giuria         | Televoto | Totale | Posizione |
| # | Artista            | Titolo                           | Irlandese | Internazionale | Televoto | Totale | Posizione |
| - | ------------------ | -------------------------------- | --------- | -------------- | -------- | ------ | --------- |
| 1 | Patrick O'Sullivan | One Night, One Kiss, One Promise | 35        | 60             | 71       | 166    | 4         |
| 2 | Janet Grogan       | Ashes of Yesterday               | 89        | 58             | 53       | 200    | 2         |
| 3 | Brendan Murray     | Real Love                        | 45        | 12             | 23       | 80     | 6         |
| 4 | Miles Graham       | Yeah, We're Gonna Get Out of It  | 60        | 35             | 96       | 191    | 3         |
| 5 | Rachel Goode       | I'm Loving Me                    | 11        | 23             | 107      | 141    | 5         |
| 6 | Brooke             | That's Rich                      | 24        | 71             | 143      | 238    | 1         |